# نقل حركة
نقل الحركة في اللغة العربية هو تسكين الحرف المتحرك وتحريك الحرف الساكن الذي قبله بحركته. نحو فعل يقُول فأصله يقوُل بضم الواو، نقلت الحركة واو العلة إلى الساكن الصحيح قبلها، وأسكنت فنقول أن الولو أعلت.